# Christophe Potter
 (juillet 2013).
Christophe Potter (v. 1751-1817) est un homme politique britannique de la fin du XVIIIe et du début du XIXe siècle. 
Après avoir migré en France il est notablement connu pour être devenu un fin producteur de céramique et porcelaine.

## Biographie

### Politique
Christopher Potter, membre du parlement britannique, était promis à un brillant avenir dans son pays, mais le destin en a voulu autrement. Potter avait voté à deux reprises au Parlement contre la guerre en Amérique et briguait, semble-t-il, la primature. Mais Potter n'était pas à un paradoxe près :
- Il était fournisseur de rations alimentaires pour les troupes britanniques combattant en Amérique;
- Début 1783, il avait participé aux préliminaires du traité de paix, entre l'Angleterre, l'Amérique et l'Espagne. Ce traité sera signé à Paris par Benjamin Franklin, le 3 septembre 1783.

Son arrivée en France fait suite à un cuisant échec politique dont le paroxysme semble être un duel, avec le premier ministre de l’époque, William Pitt. Ce dernier en serait sorti vainqueur, blessant son adversaire. Après son rétablissement, Potter décide de quitter son pays et de venir s’installer en France.
Il s'y installe en 1788 et dans un premier temps, travaille dans le secteur du textile, en partenariat avec son frère George, prospère grossiste en mercerie basé à Londres. Puis, vers 1789-1790, il décide de se lancer dans la fabrication de céramique. Il y réussira avec brio mais son succès est resté occulte, tant le personnage, très certainement franc-maçon, a cultivé le goût du secret. 

### Le plus important manufacturier français de faïence et porcelaine
Installé à Paris en 1789, il établit la manufacture dite du Prince de Galles, dans la rue de Crussol. Potter sera un des leaders de la céramique française et devient, si l’on peut dire, le Wedgwood français, tant il a apporté d’innovations dans ce secteur d’activité (porcelaine tendre, faïence fine, grès fin, porcelaine dure).
A  Paris tout d’abord, puis en 1792, à Chantilly et par la suite, en 1796, à Montereau-Fault-Yonne, en 1797, à Forges-les-Eaux, 1799, à Gournay-en-Bray et sur d’autres sites encore ignorés. 
Dans un premier temps, c’est dans sa manufacture, dite du Prince de Galles, rue de Crussol, à Paris qu'il produit des porcelaines parmi les plus belles qui aient jamais été réalisées, mais malheureusement le plus souvent, non signées. C’est le repreneur Blancheron, qui fera apparaître clairement, le nom de Potter sur ces porcelaines pleines de vie et de couleur, afin de s’en servir de faire-valoir publicitaire.
Pour atteindre ses objectifs qualitatifs, Potter n’hésite pas à recruter les meilleurs artistes européens du moment. Ainsi, il met à la tête de l’atelier de la rue de Crussol, puis celui de Chantilly, racheté en 1792, Ferdinand Muller, l’ex-fondateur de la manufacture suisse de Nyon. Il recrute également quelques peintres talentueux et de savants experts. Citons, à titre d’exemple, les peintres allemands Zwinger, Danhauser et Choutcard et des français, les frères Adam et Darte mais aussi des transfuges de la manufacture de Sèvres tels que le peintre Michel Jossé Leriche, le chef des pâtes, un certain Philippine, ainsi que le fameux chimiste Gass. N’oublions pas dans cette liste de brillants partenaires, ses concitoyens anglais nommés Bagnall, Wood, Hunt et bien sûr ses deux fils, Thomas et George Charles Potter.

### Dépôt de brevets, dont celui du décor imprimé sur faïence
Toujours à la pointe du progrès, Potter dépose plusieurs brevets, dont celui du décor imprimé sur faïence, verre et porcelaine, demandé en 1789 et obtenu seulement treize ans plus tard, en 1802. Jusqu’à présent, les spécialistes pensaient que ce brevet n’avait jamais été exploité. Mais en réalité, Potter démarre une production très secrète de décor imprimé sur faïence et porcelaine, dès 1789 : Il s'agit d'assiettes portant la devise Soutien-Union-Force et les emblèmes des Trois ordres (Clergé, Noblesse, Tiers état) surmonté par la couronne royale de France.
Pour les planches gravées, il fait appel à des graveurs anglais et français comme William Watts, Wattel et Auguste. Cette production précoce de décor imprimé mérite toute notre attention car il s’agit là d’un nouveau média sur la période Révolutionnaire, demeuré jusqu’à ce jour totalement ignoré. En effet, ces gravures appliquées sur céramique sont le reflet des perceptions et des goûts du directeur artistique, qui n’est autre que Potter. Il est à la fois spectateur et acteur des événements révolutionnaires. Son origine étrangère et ses relations au plus haut niveau de l’État lui permettent d’avoir à la fois le recul et une vision d’ensemble sur les événements. Ces gravures vitrifiées constituent le reflet de sa vision artistique et commerciale.

## Royaliste engagé
Voici pour la partie active du chef d’entreprise en céramique ; cela pourrait s’arrêter là, tellement il lui a fallu déployer d’énergie pour parvenir à ces résultats. Mais Potter est une force de la nature, un hyperactif, doublé d’une intelligence supérieure, associé à une personnalité des plus agréables. Certainement franc-maçon, il est l’ami des grands de ce monde ; citons le prince de Galles, futur roi d’Angleterre, le duc d’Orléans, le prince de Condé, et même Louis XVI et Marie Antoinette, ainsi que le maire de Paris, Bailly. 
Fervent royaliste, il avait géré une compagnie de garde du corps au service de la famille royale, mais l’arrestation du roi, après la prise du palais des Tuileries, mettra un terme définitif à son entreprise le 10 août 1792. En janvier 1793, il assiste à l’exécution du roi et fait preuve d’une audace sans pareil ; il parvient à duper le groupe de sans-culottes présents autour de la guillotine, et leur rachète pour un Louis d’or, les cheveux du roi et un mouchoir ensanglanté. Il fera passer, dès que possible, ces précieuses et compromettantes reliques en lieux surs, en Angleterre. Potter développa dans sa manufacture de Chantilly, une gamme de porcelaines peintes remarquables, en soutien à la Monarchie déchue. Certaines de ces porcelaines emblématiques représentent le profil peint de Louis XVII casqué.

### Lediplomatechargé de certaines missions délicates
Ami assez proche du directeur Paul Barras, Potter se servit aussi de son incomparable réseau de relations internationales pour remplir certaines missions secrètes. 
Christophe Potter a servi d'intermédiaire et a organisé un échange de prisonnier de très haut rang, à savoir le général O'Hara, ancien commandant des troupes anglaises d'Amérique, notamment à la bataille de Yorktown, et qui par la suite avait été brièvement responsable de la ville de Toulon en 1793. En 1795, ce dernier a été échangé contre le général Rochambeau (1755-1813), gouverneur de la Martinique et prisonnier des Anglais depuis 1794.
Citons aussi cet incroyable projet de restauration monarchique, en 1796-1797, qui fut proposé à l'Angleterre contre une très forte somme (entre 12 et 15 millions suivant les sources). Cette tentative avorta car son interlocuteur, Lord Malmesbury, trouva la proposition tellement incroyable qu'il ne prit pas l'affaire au sérieux. 
Par la suite, Potter a été en relation avec Bonaparte, probablement au moins dès 1799. Il semble avoir aidé Napoléon lors des préparatifs de la paix avec l’Angleterre. Aussi, n’est-ce pas un hasard s'il rencontra préalablement le Premier Consul Bonaparte, lors d’une chasse à courre en 1801, à Chantilly. Ce traité a été signé en 1802, à Amiens.

## Sources bibliographiques
- Valfré Patrice, Christophe Potter, le potier révolutionnaire et ses manufactures de Paris, Chantilly, Montereau…, Éditions Miss Teapot, Bagneaux sur Loing, 2012.
- Régine de Plinval de Guillebon, La Porcelaine à Paris sous le Consulat et l'Empire, Éditions Librairie Droz, 1985
- John Goldworth Alger, Napoleon's British visitors and captives, 1801-1815, Éditions Constable, Westminster, 1904
- Helen A. S. Smith, English Queensware and its impact on the French pottery industry, 1774-1814, Thèse, Keele university, Department of History, juin 2002